# Purdieanthus splendens
Purdieanthus es un género monotípico de plantas con flores perteneciente a la familia Gentianaceae. Su única especie es: Purdieanthus splendens, originaria de Colombia.

## Taxonomía
El género fue descrito por (Hook.) Cuatrec.  y publicado en Ciencia (Mexico) 27(6): 175. 1972.